# Sieversandreas madagascarianus
Sieversandreas madagascarianus är en snyltrotsväxtart som beskrevs av Eb. Fischer. Sieversandreas madagascarianus ingår i släktet Sieversandreas och familjen snyltrotsväxter. Inga underarter finns listade i Catalogue of Life.